# Янголи (патронатна служба)
Патронатна служба “Янголи” — перша та єдина в Україні патронатна служба, що займається питаннями допомоги військовим. “Янголи” опікуються пораненими, полоненими та полеглими військовослужбовцями 3-ї Окремої штурмової бригади Збройних Сил України (3 ОШБр в\ч 4638) та 12-ї бригади спеціального призначення “Азов” НГУ (12 БрСпП, в/ч 3057). До складу патронатної служби входять представники медичних служб, служб військово-цивільного співробітництва та підрозділів логістики, а також волонтери та ветерани.
До обов'язків служби входять: медичний супровід бійців, які отримали поранення; організація реабілітації у реабілітаційних центрах України; психологічний супровід та емоційна підтримка бійців; супроводження протезування для бійців з травматичними ампутаціями; організація церемонії прощання з полеглими воїнами; юридичний та соціальний супровід бійців та їх родин.
Служба також бере участь у впізнаннях загиблих воїнів та сприяє якомога швидшій ідентифікації тіл полеглих, організовує зберігання тіл невпізнаних воїнів. Здійснює юридичний, соціальний та фінансовий супровід родин військовослужбовців та ветеранів.
Згідно з візією організації, Патронатна служба “Янголи” прагне змінити вимоги та протоколи лікування та фізичної та психологічної реабілітації військовослужбовців в Україні, сформувати в українському суспільстві культ ветерана, гідну ветеранську політику та реформувати культуру церемонії прощання з воїнами.

## Історія створення

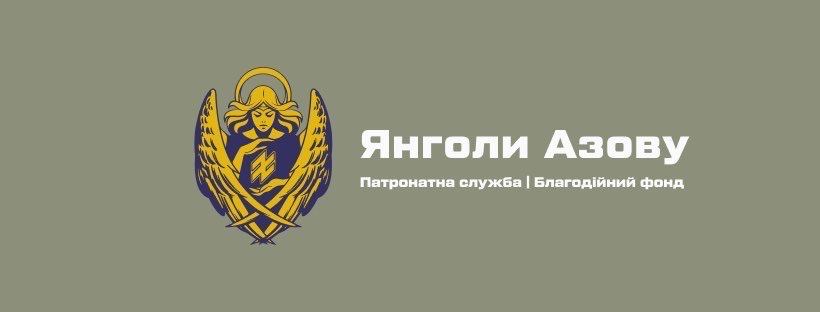
Лого патронатної служби з 2022 по 2024 рік

У травні 2014 року, після Революції Гідності та утворення підтримуваних Росією «ДНР» та «ЛНР» був створений добровольчий батальйон «Азов». Засновник та командир батальйону Андрій Білецький доручив своїй підлеглій Олені Толкачовій створити службу, яка буде опікуватися медичним, соціальним та юридичним супроводом поранених, похованням полеглих та підтримкою родин військовослужбовців. На початковому етапі всі організаційні питання відбувалося «природньо», Толкачова виконувала всі функції самостійно, згодом до неї приєдналися ще чотири посестри. З часом служба поповнювалася новими співробітниками.
Метою служби було закрити ті потреби військових, які на той момент не могли забезпечити Міністерство соціальної політики, Міністерство ветеранів, Міністерство оборони та Міністерство охорони здоров’я України.
Взимку 2024 року керівник Патронатної служби — Олена Толкачова та її команда створили робочу групу з Генеральним штабом ЗСУ та Міністерством оборони і розпочали напрацьовувати алгоритм запуску «патронатних служб» у кожній бригаді Сил Оборони України. За основу взяли модель саме Патронатної служби «Янголи Азову». 
З 1 жовтня 2024 року в усіх бойових підрозділах Збройних Сил України було запроваджено штатні патронатні служби для підтримки військовослужбовців та їхніх родин, про що на пресконференції повідомив начальник Центрального управління цивільно-військового співробітництва Генерального штабу ЗСУ Олександр Кутков.
14 вересня — після обміну полоненими з Росією — командир 12-ї бригади Денис "Редіс" Прокопенко заявив у Facebook, що у складі 12-ї бригади розпочинає роботу нова структура "Азов.Супровід", яка буде частиною медслужби бригади. Після цієї заяви Патронатна служба повідомила, що інформація про створення нової служби, яка фактично дублює їхню роботу, стала шоком та поставила поранених азовців і їхні родини в становище хаосу. Зокрема така ситуація склалася через відсутність офіційного повідомлення з боку командування 12 бригади та відсутність комунікації щодо поранених бійців. Втім, на роботу патронатної служби створення нової структури “Азов.Супровід” не вплинуло, поранені воїни 12-ї бригади спецпризнчення “Азов”, ветерани та родини військових залишилися під опікою “Янголів”.

### Символіка

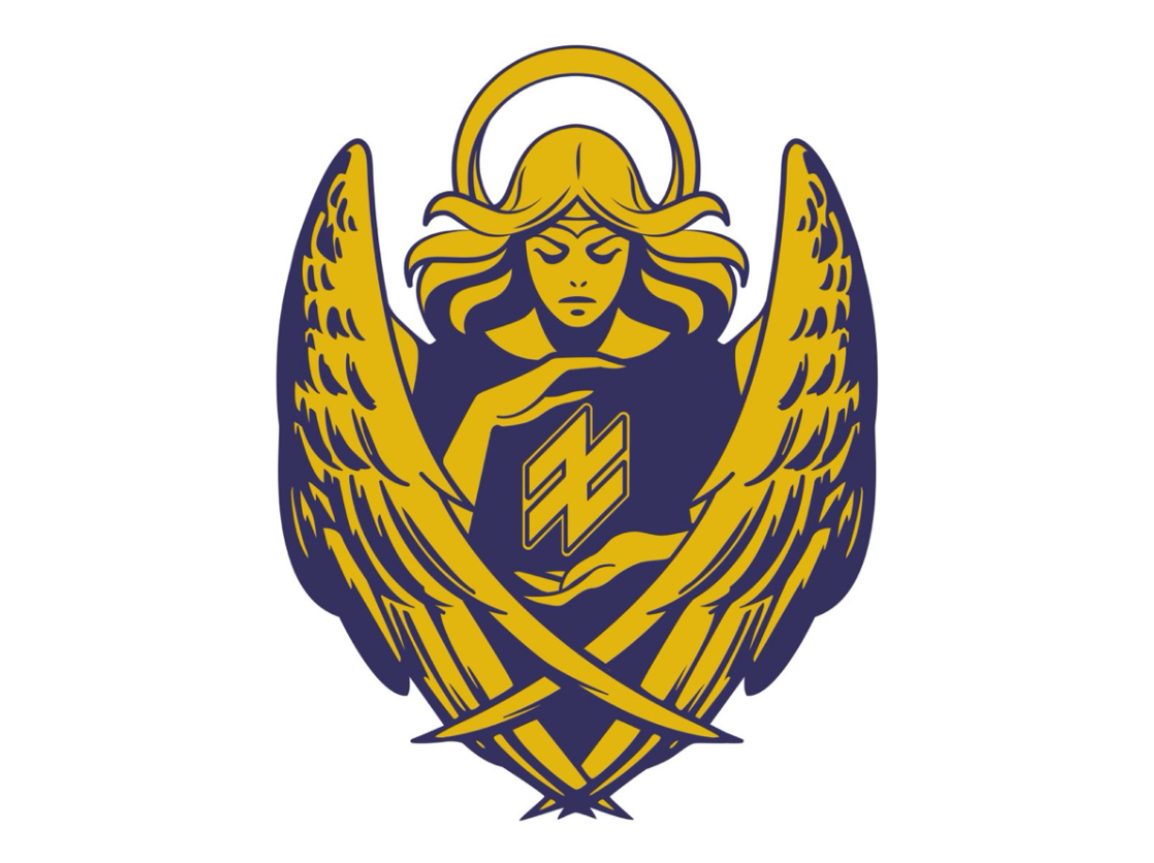
Символ патронатної служби “Янголи” з 2022 по 2024 рік

У жовтні 2024 року після зміни назви та ребрендингу служби військові підрозділу отримали новий шеврон, а благодійний фонд Патронатної служби новий символ. Три лінії символізують крило янгола та знак Ідея Naції. 
До  жовтня 2024 року символом Патронатної служби Азову був янгол, який своїми крилами охороняв символ азовського руху «Iдея Nації», монограму, що поєднує літери «I» та «N».

## Структура
Командиром патронатної служби є військовослужбовиця ЗСУ та волонтерка, капітан Олена Толкачова з позивним «Гайка».
У складі служби працюють наступні підрозділи:

### Відділ роботи з пораненими
Відділ, який очолює Дзвенислава Сіра, найбільший — тут працює понад 10 людей. Медичні куратори служби опікуються пораненими бійцями з моменту отримання ними травми або повернення з полону. Відділ забезпечує повний супровід бійця: 
- курує лікування та реабілітацію до моменту повного одужання;

- надає психологічну допомогу та розробляє нові протоколи лікування та надання психологічної допомоги ветеранам, займається компанією навчання військових психологів та психіатрів[7];

- контролює розв'язання питань з документами.

У процесі проходження пораненими лікування куратори забезпечують їх необхідними медикаментами та речами першої потреби. У випадку супроводу бійців, які втратити кінцівки, куратор веде комунікацію із протезистами та центрами реабілітації тощо.
Також відділом проводиться супровід та контроль збору пакета медичних документів на ВЛК та МСЕК.

### Відділ роботи з полоненими, безвісти зниклими та їхніми сімʼями
Відділ, яким керує Ольга Кравченко, курує такі напрямки роботи:
- допомогу військовим, які повернулися з полону[4] — працівники працюють над допомогою з відновленням документів, організацією юридичних консультацій бійців після обмінів, опитуванням бійців, збором інформації про тих, хто перебуває на непідконтрольній Україні території;

- допомогу військовим, які перебувають в полоні;

- підтримку родин військовополонених, зв’язок і консультації – у тому числі – юридичні та процедурні;

- супровід у пошуках безвісти зниклих бійців та підтримку їхніх родичів.

- співпраця зі структурами, що відповідають за обміни, інформаційний моніторинг та пошукову роботу по безвісти зниклих: МВС, СБУ, НІБ, Координаційний штаб тощо;

- робота щодо ідентифікації тіл загиблих.

### Відділ роботи з полеглими та їх родинами
Мета відділу, яким керує Богдан Кулаков — надати підтримку сім’ї загиблого. До цього входить:
- приймання тіл на точці евакуації з поля бою;
- первинний огляд та впізнання;
- підготовка документів на передачу тіла в морг, підготовка сповіщень про загибель;
- збереження особистих речей загиблих військовослужбовців;
- допомога з юридичними питаннями;
- пошук кваліфікованих юристів;
- допомога з тим, щоб зв’язати родичів з відповідальними офіцерами частини та налагодити комунікацію між ними[4];
- комунікація з Територіальними центрами комплектування та соціальної підтримки, органами досудового розслідування та ще низкою причетних служб;
- контроль та організація транспортування тіла від пункту евакуації до місця поховання та його опізнання — Служба веде власну базу татуювань та особливих прикмет воїнів.

З 2014 року у Службі діє власний відпрацьований протокол церемонії прощання з полеглими. Відділ виконує усі задачі, необхідні для поховання загиблого військовослужбовця «Азову» та підтримки родини. Також через відсутність зразків належних трун для урочистих поховань “Янголи” спільно із приватним меблевим підприємством створили спеціальні труни для полеглих воїнів.

### Відділ роботи з родинами
Служба керується принципом «Азовська родина – це міцна спільнота, у якій важливі всі». Відділ, яким керує Ірина Машовець, опікується сім’ями «азовців»:
- надається юридична, фінансова, психологічна підтримка рідним військовослужбовців, ветеранів та полеглих військовослужбовців бригад;

- організовуються програми з фізичного та інтелектуального розвитку дітей, щоб допомогти родинам реалізувати потенціал майбутнього покоління українців;

- працюють над встановленням пам’ятних дошок, перейменуванням вулиць та інших дій, що гідно вшановують пам’ять захисників[13].

з нуля організовуються проєкти для підтримки якісного життя «азовців» в майбутньому: зокрема, Патронатна служба взяла на себе всі витрати по заморозці і зберіганню генетичного матеріалу бійців та їх партнерів для можливого майбутнього ЕКО, почавши програму раніше, ніж у Верховній Раді був представлений відповідний законопроєкт.

### Відділ логістики
Відділом керує Володимир Довгополий. 
До зони відповідальності відділу логістики входить усе, що пов’язано з вантажоперевезеннями та транспортуванням, а саме:
- перевезення поранених, тіл полеглих бійців, родичів військовослужбовців;

- пошук способів доставки до медичного закладу, де перебуває поранений військовослужбовець;

- пошук необхідних ліків;

- оформлення документації.

Чимало співробітників відділу – колишні бійці оригінального батальону, а згодом і бригади «Азов», що отримали поранення або травми, несумісні з подальшим виконанням військового обов’язку.

### Медіа відділ
Служба має свою креативну команду, яку очолює Каріна Петраш. Відділ займається:
- веденням своїх соцмереж (Telegram, Instagram, Facebook);

- комунікацією зі ЗМІ;

- колабораціями з українськими брендами;

- організацією зйомок;

- забезпеченням участі у різноманітних культурних, освітніх, наукових заходах[16].

## Діяльність під час російського вторгнення в Україну (2022)
У 2022 році, після початку повномасштабного збройного вторгнення РФ в Україну, Олена Толкачова зареєструвала благодійний фонд «Янголи Азову», а у 2023 році громадську організацію «Патронатна служба Азову». Кількість постійних працівників служби налічує орієнтовно 50 людей.
Станом на грудень 2023 року, з моменту початку вторгнення 24 лютого 2022 року послугами Служби скористалися п’ять тисяч бійців.
З червня 2022 року і до лютого 2023-го працівники Патронатної служби Азову брали участь у впізнанні та огляді репатрійованих тіл загиблих військовослужбовців ЗСУ, зокрема і тих, хто брав участь у битві за Маріуполь. Тоді з 600 військових вдалося опізнати близько 30-ти бійців 12-ї бригади НГУ «Азов», інші загиблі належали до різних підрозділів.

### Участь в побудові Національного військового меморіального кладовища
Патронатна служба виступала ініціатором проєкту створення Меморіалу Героям полку «Азов», захисникам Маріуполя на Співочому полі у Києві. З часом цей проєкт перетворився на ідею побудови Національного військового меморіального кладовища для всіх полеглих українських бійців.
Служба контролювала розробку та зміни в проєкті та разом із Міністерством ветеранів узгоджувала його деталі. Наразі, коли проєкт на стадії початку побудови, Служба продовжує комунікувати зі стороною влади та мешканцями населеного пункту, де передбачена реалізація меморіалу.

### Фандрейзинг фонду
Як благодійний фонд, “Янголи” залежать від донацій з боку меценатів та громадян. Для збору пожертв фонд вдається до різних активностей – від відкриття локальних зборів на одну певну потребу (наприклад, протезування для конкретного бійця) до організації благодійних заходів.
Найкрупніший подібний захід наразі — «вечір друзів Янголів», на якому представники бізнесу, меценати, партнери, військові та інші гості мали змогу внести кошти на діяльність фонду в ході благодійного аукціону. 
Захід планується щорічним, перший та наразі єдиний пройшов у травні 2024 року. На ньому вдалося зібрати понад 20 мільйонів гривень на три напрямки діяльності фонду: 
- «Фонд здоров’я Воїнів» — лікування, реабілітація та протезування поранених бійців;

- «Янголи освіти» — освіта дітей полеглих та полонених бійців;

- «Інституційну підтримку» — підтримка офісу “Янголів”.

Загалом було представлено 11 лотів, один з яких — вишиванка керівниці відділу роботи з пораненими Дзвенислави Сірої — був проданий за 75 тисяч доларів.